# Transmongol
Le Transmongol est une voie ferrée qui relie Oulan-Oude (Russie), sur la ligne du Transsibérien, à Pékin (Chine), en traversant la Mongolie et sa capitale Oulan-Bator.
La ligne a été construite entre 1949 et 1961. La voie est essentiellement à voie unique en Mongolie et se double en Chine.
L'écartement des rails étant de 1520 mm (écartement russe) en Russie et en Mongolie et de 1435 mm (voie normale) en Chine, il faut changer les bogies des trains à la frontière mongolo-chinoise.

## Histoire
Le développement du chemin de fer arrive relativement tardivement en Mongolie. Avant le Transmongol, seulement deux lignes existent. La première ligne, ouverte en 1938, relie les mines de charbon de Nalaikh à la capitale. La deuxième est une construction soviétique de 236 km achevée en 1940 allant de Oulan-Oude à Naouchki. Cette ligne est prolongée jusqu'à Oulan-Bator en 1949. Les relations entre l'Union soviétique et la Chine se détendent, ce qui permet d'entamer la construction de la partie chinoise en 1950. La ligne est inaugurée en 1961. Cette ligne est fermée dans les années 1960 à cause d'une crise diplomatique entre l'URSS et la Chine. Elle est rouverte dans les années 1980.

## Fonctionnement

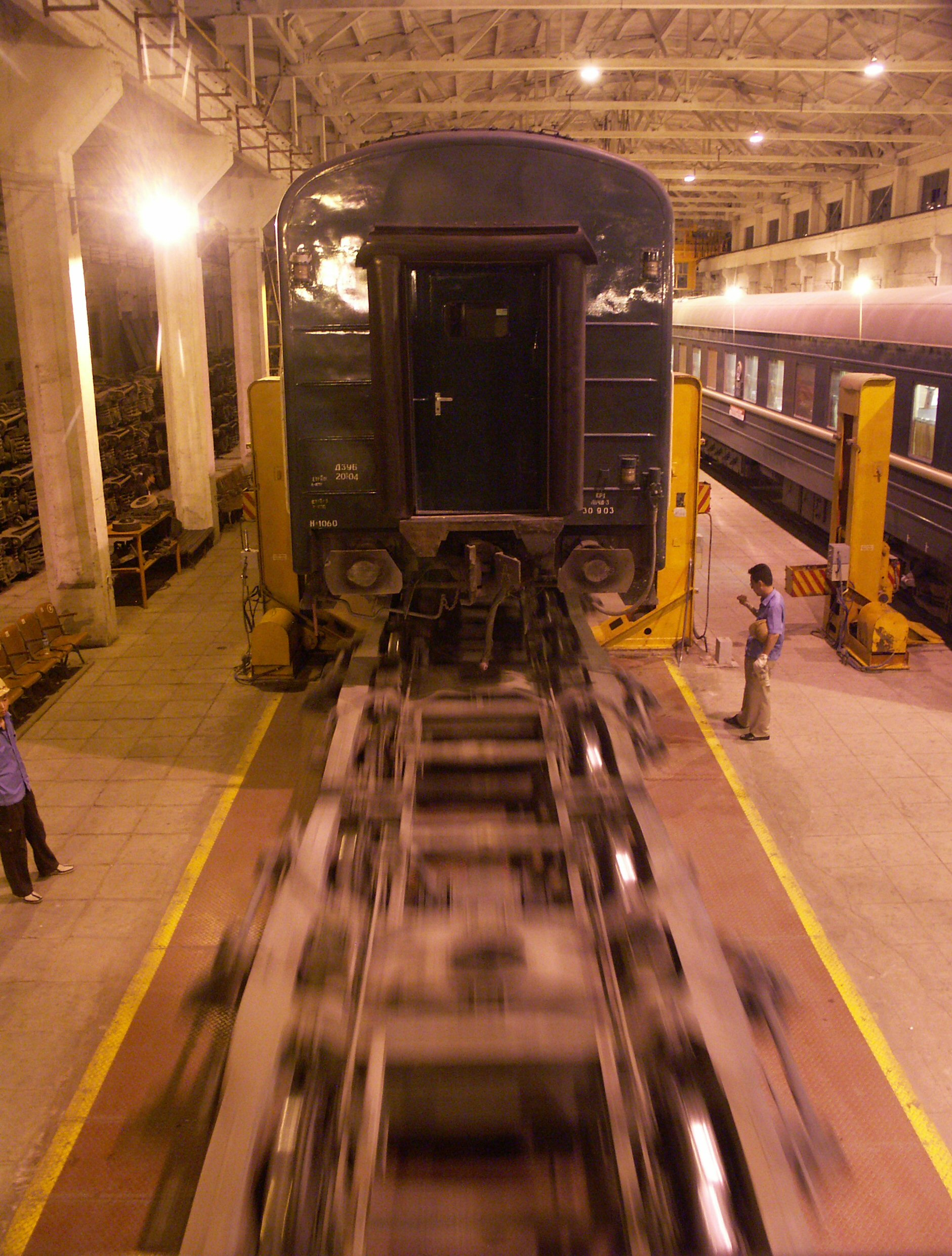
Changement manuel de bogies à Eren Hot.

Le transmongol transporte 70 % de fret et 30 % de voyageurs. Il transporte chaque année plus de 4,1 millions de passagers.
La plupart des trains est tractée par au moins deux locomotives.
Lors du passage à la frontière chinoise, à cause du changement de l'écartement des rails, chaque voiture doit être levée à son tour afin de changer les bogies. Cette opération peut prendre plusieurs heures.

## Itinéraire
| Oulan-Oude Naouchki Sükhbaatar (ville) Darhan (ville) Oulan-Bator Bagakhangai Choyr Saynshand Zamyn-Üüd Erenhot |

## Images

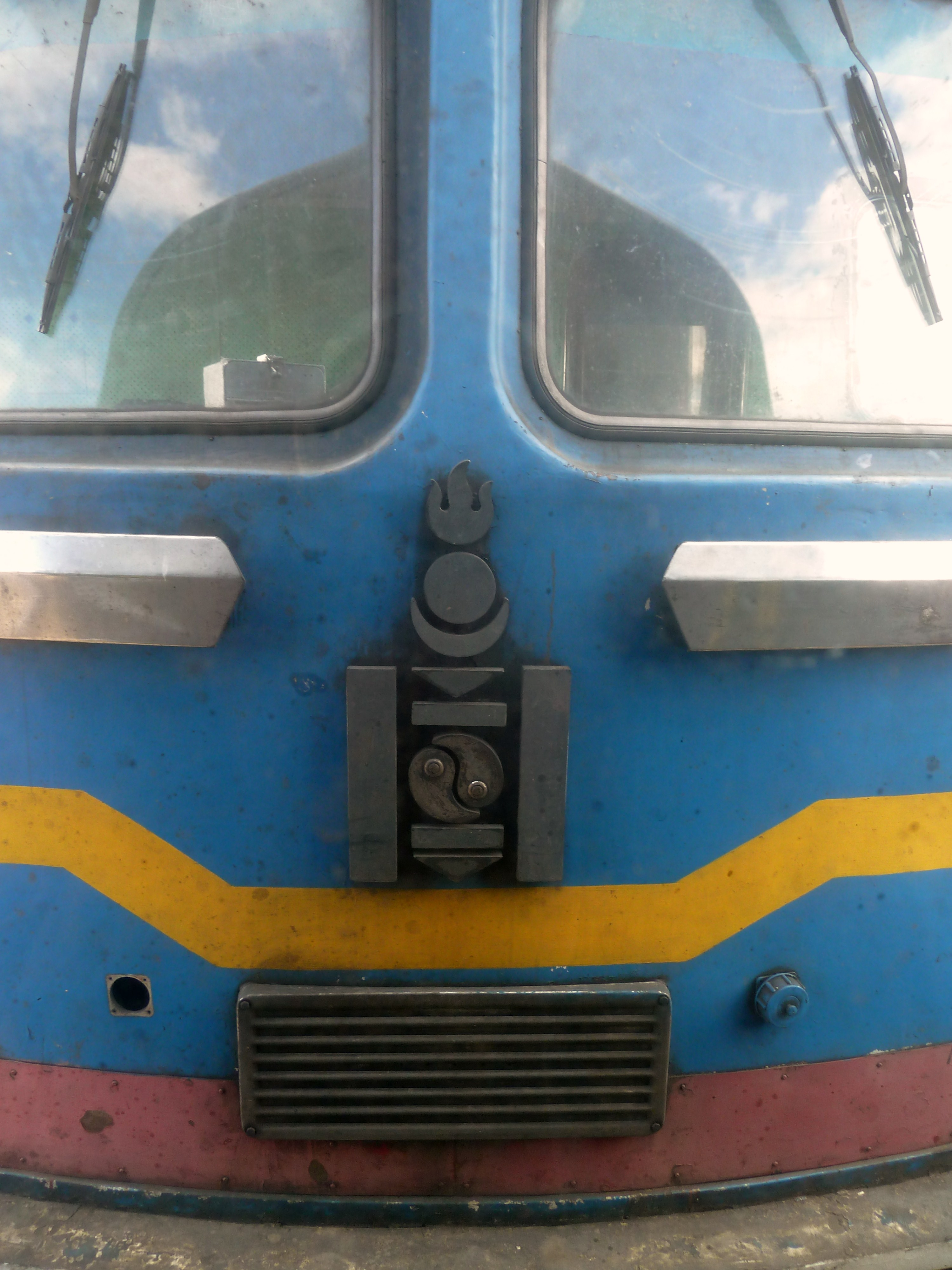
Le Soyombo de la locomotive du Transmongol.
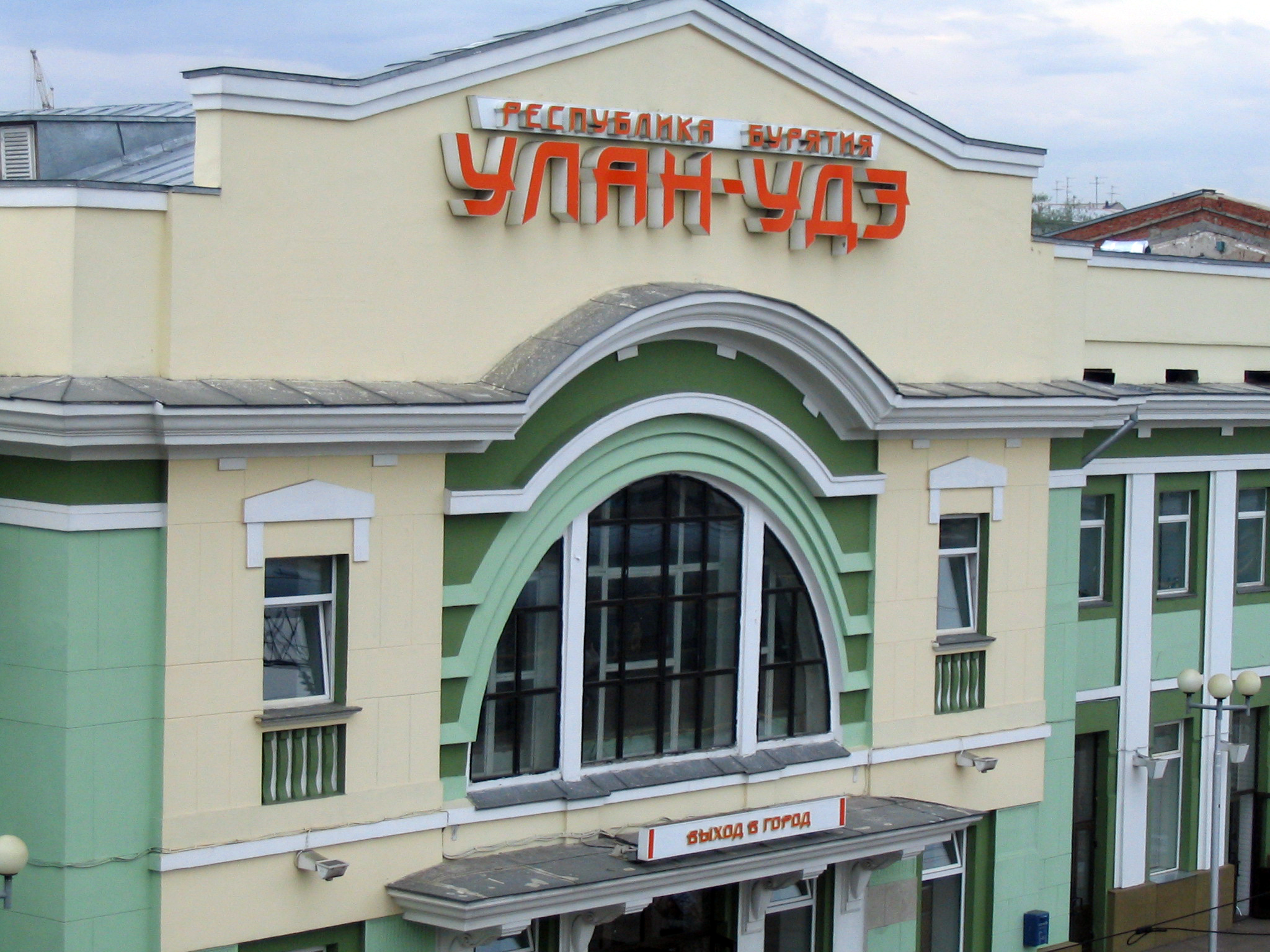
Gare du Transmongol à Oulan-Oude.
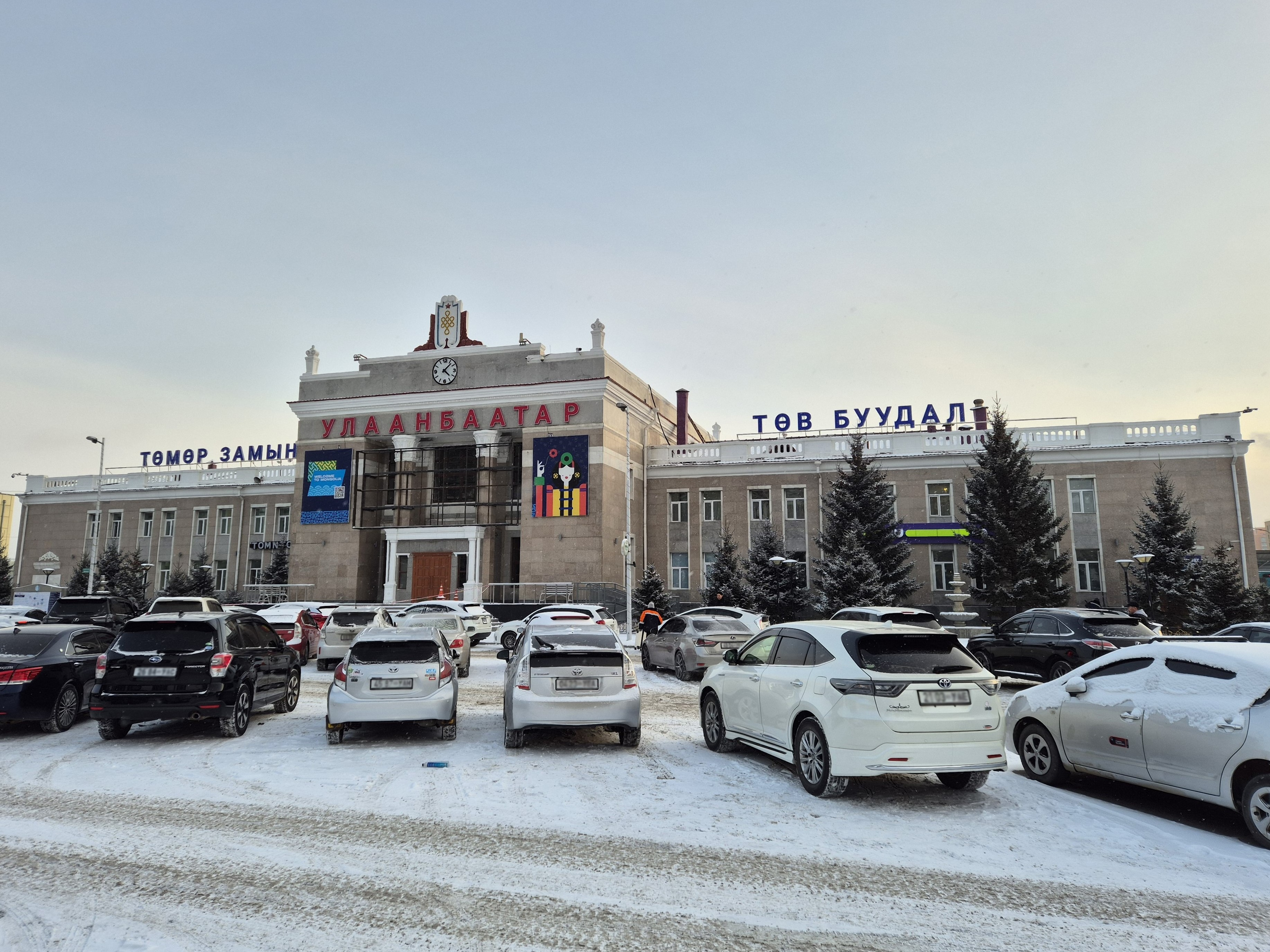
Gare d'Oulan-Bator.
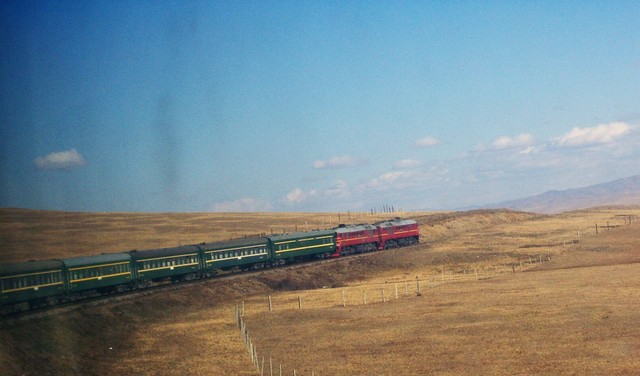
Train du Transmongol dans le désert de Gobi.
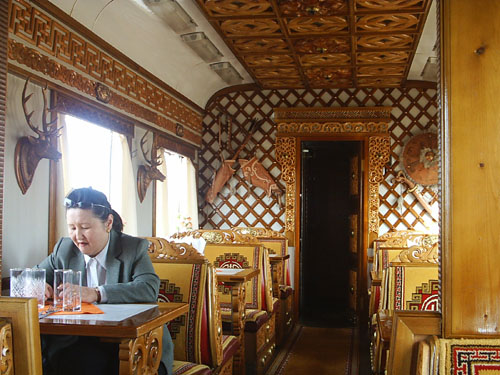
Voiture-bar.
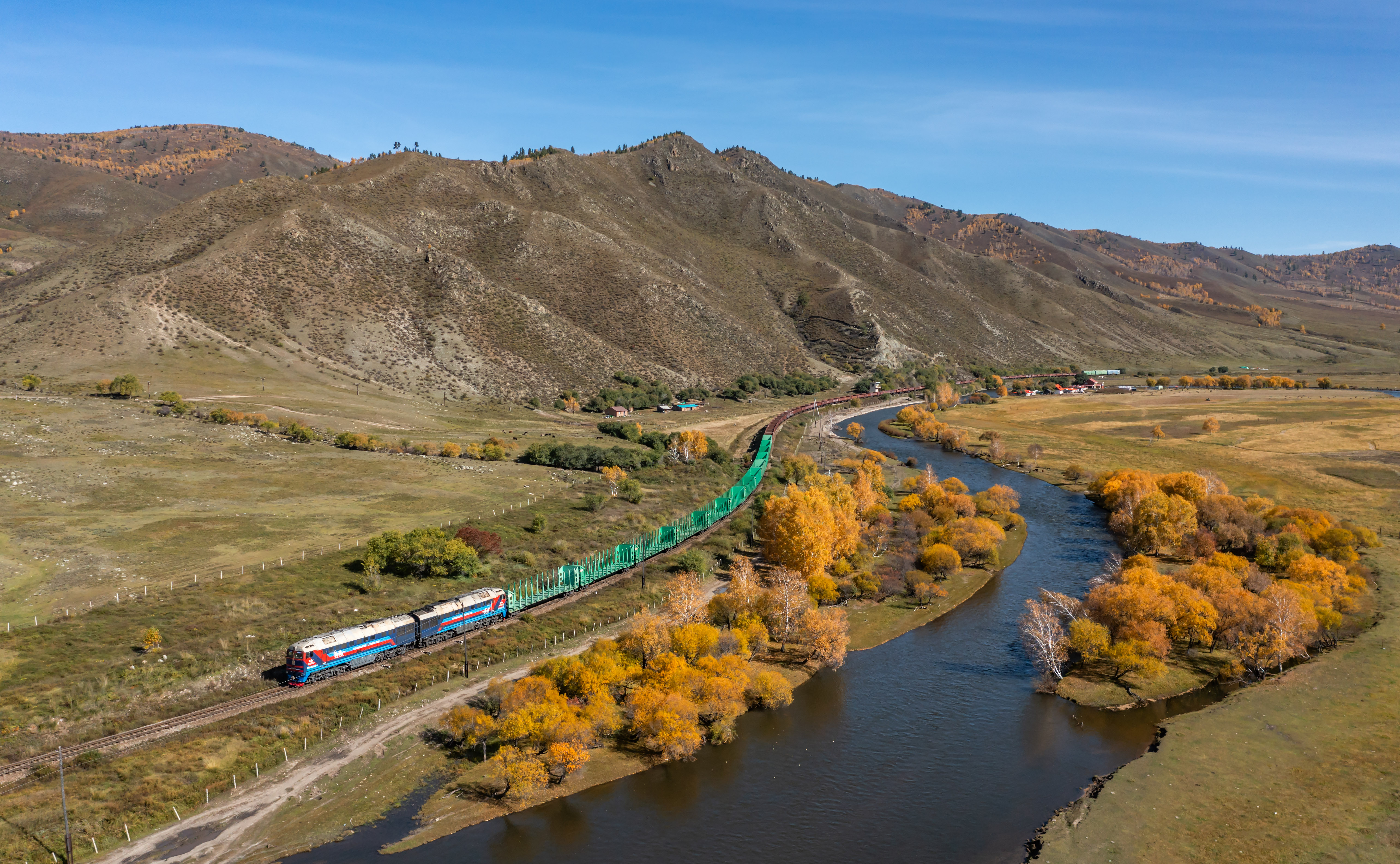
Transmongol de marchandises, longeant la rivière Kharaa. Octobre 2023.